# Quinto (personaggio)
Quinto è un personaggio immaginario appartenente all'universo fantascientifico di Stargate SG-1.
Quinto è uno dei Replicatori di forma umanoide, il quinto di questo tipo.

## Biografia
Quinto è stato creato dai Replicatori sul pianeta Halla. I replicatori umanoidi sono tutti stati creati a immagine e somiglianza della creatrice dei Replicatori, Reese. Essa aveva però un errore di programmazione, che la rendeva una sociopatica paranoide disposta ad uccidere chiunque le facesse paura. Quando scoprirono Reese, i Replicatori individuarono subito tale errore; nella creazione di Quinto, i primi quattro replicatori umanoidi corressero l'errore, senza capire cosa comportava tale correzione, e in tal modo resero Quinto molto più "umano". Scoperto il suo carattere, Quinto verrà perciò considerato dai suoi fratelli come un "debole".
Nel tentativo di distruggere i Replicatori, l'SG-1 viene catturata. Quinto rimane affascinato da loro, specialmente da Samantha Carter. Lei gli promette che lo avrebbero portato con loro se li avesse aiutati. Quinto accetta e li aiuta ad accedere al dispositivo di dilatazione del tempo degli Asgard. Il colonnello O'Neill lo considera una grave minaccia e ordina a Carter di programmare il dispositivo in modo che Quinto non abbia il tempo di seguirli. Il Replicatore scopre il tradimento solo pochi secondi prima che il congegno si attivi.
Tempo dopo gli Asgard fecero collassare il sole di Halla, ma Quinto è riuscito a sfuggire al meccanismo di dilatazione del tempo con altri Replicatori e si dirige verso Orilla, il nuovo pianeta degli Asgard per distruggerli. Nel frattempo cattura Samantha Carter per torturarla e punirla per il tradimento. I Replicatori arrivano ad Orilla dove affrontano l'SG-1 armata con armi adatte a distruggere i Replicatori stessi. Mentre combattono Carter convince Quinto che se realmente l'ama, deve lasciarla andare. Quinto accetta e la lascia andare mentre si ritira. Poco dopo creerà un Replicante umanoide con le sembianze di Carter, come compagna.
Quinto tenterà in seguito di ottenere, assieme al Replicatore Carter, dei dati indispensabili per divenire immuni alle armi anti-Replicatori dal SGC. Viene però tradito dal Replicatore Carter, che lo crede troppo debole per comandare, e viene manipolato dalla Replicatrice, venendo distrutto dalle stesse armi a cui egli aveva tentato di diventare immune.